# 東海 (ライターメーカー)
株式会社東海（とうかい、英: TOKAI Co.,Ltd）は、東京都新宿区西新宿に本社を置く日本の大手ライターメーカーである。同社ウェブサイト上では、名称の曖昧さを回避するためか、英語表記である読み方の「東海コーポレーション（TOKAI CORPORATION）」というサブネームを用いることがある。JASDAQ（現在の東京証券取引所スタンダード市場）に上場していた。

## 事業内容
いわゆる「100円ライター」と呼ばれる使い捨てライター（ディスポーザブルライター）のほか、チャッカマン、Scripto、カセットコンロやカセットボンベ（コン郎）、筆記用具などの事務用品の供給を行なっている。100円ライター（使い捨てライター）の元祖、草分け的存在、先駆的企業と評された。

## 概要
1972年（昭和47年）7月、新田富夫により東海精器として設立。1975年（昭和50年）に使い捨ての100円ライターを考案し、「チルチルミチル」の商品名で発売開始した。1976年（昭和51年）には香港に子会社として香港東海精器を設立。1977年（昭和52年）にはイトマンと業務提携し、国内販売会社「伊藤萬トミック」を設立、資金援助や資材供給などを行った後1985年（昭和60年）頃に提携解消した。1981年（昭和56年）5月に福島県二本松市の誘致企業として子会社東北東海を設立、福島工場を稼働。1984年（昭和59年）に新田富夫の実兄が経営する東海樹脂と合併、現社名となる。1991年（平成3年）には人件費の高騰により、100円ライターの価格が120円に値上げされた。
使い切りライターの専門メーカーとして発展し、1990年代前半には国内シェア7割、海外シェア5割を誇っていたが、簡単な構造であったが故に東南アジア製や中国製の安価な製品が流入したことや円高の影響により業績が悪化し、1992年（平成4年）には赤字に転落、1994年（平成6年）5月に倒産。負債総額は約722億円にのぼった。1997年（平成9年）10月に伊藤忠燃料（現・伊藤忠エネクス）により株式が取得され再建された後、2005年（平成17年）3月にアメリカ合衆国のライター販売企業キャリコ（Calico）を傘下に持つ投資会社ミングマネジメント（Ming Management LLC）に売却されて現在に至る。現在も禁煙の広まりによるライターの需要減少や、安価な中国製の流入により苦戦を強いられているとされる。1995年（平成7年）7月には広東省仏山市に佛山東海精器を設立、工場を稼働させたが、今後は福島工場に生産を集約するとしている。

## チャッカマン

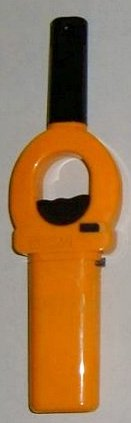
チャッカマンミニ

点火棒「チャッカマン」がとりわけ著名な製品である。
1982年（昭和57年）頃、新田富夫がアメリカ出張に行った際、招待されたバーベキューパーティーをチャッカマン開発のきっかけとしている。そこでアウトドアのような環境下でも安全に着火できる点火具の必要性を感じ、帰国後、100円ライターの生産技術を当時日本国内では高価であった点火棒に応用させることを目指した。1983年（昭和58年）にチャッカマンのファーストモデルとなる「GM-1」を「BBQ」という商品名で主に米国内のみで販売した。2年後の1985年（昭和60年）、改良を加えたモデル「GM-2」を「チャッカマン」として山梨県のみでテスト販売。大きな反響を呼んで急遽全国的に展開することとなった。現在、月間で約80万本が販売され、国内累計2億9000万本、海外を含めると累計5億本を販売したとされる。
「チャッカマン」の名称の由来は、「着火」と「（人を意味する）マン」を組み合わせた造語である。販売当初、アニメ「ガッチャマン」などの「～マン」という名称が広く浸透していたことが背景にあったとしている。現在ではいわゆる「製品代名詞」となっている。コマーシャルメッセージでは多岐川裕美や所ジョージ、5代目三遊亭圓楽を起用していた。
東海では製品の試験基準に｢標高別着火試験｣を定めており、チャッカマンの新モデルを開発した際や部品の変更があった際は、社員が富士山の5合目まで自動車で登り問題なく着火するか否かを確認している。
2011年（平成23年）以降は経済産業省によって義務付けられたチャイルドレジスタンス機能付きチャッカマンに切り替えての販売を行なっている。法令が改正される前の2010年（平成22年）には先行してチャイルドレジスタンス機能付きライター（アンチャッカブル）を開発しており、ライター分野としては初めてキッズデザイン賞を受賞した。チャイルドレジスタンス機能を付けた当初は「使いづらい」との苦情が殺到したため、高齢者の力でも着火でき尚且つ子供には着火スイッチが見つけにくい仕組みのライターを開発するに至っている。